# Абрильба-Рихвальський Йосип Юрійович
Йосип Юрійович Абрильба-Рихвальський (12 лютого 1896 — ?) — український військовик, підполковник Армії УНР.

## Життєпис
Походив з міщан Житомира. Склав іспит на однорічника 2-го розряду при 1-му Київському реальному училищі. 11 жовтня 1915 року вступив рядовим до 26-го піхотного запасного батальйону. 8 жовтня 1916 року закінчив 3-тю Київську школу прапорщиків.
Навесні 1917 року — голова української 53-ї піхотної дивізії, 19 травня 1917 року — уповноважений Центральної Ради при 39-армійському корпусі. З 30 грудня 1917 року — комісар Центральної Ради при штабі Особливої армії. З 5 квітня 1918 — повітовий військовий комісар Центральної Ради у Чорнобилі (до травня 1918 року). У грудні 1918 року — січні 1919 року — старшина повстанського загону отамана Соколовського, з 30 січня 1919 року — повітовий військовий комендант Директорії УНР у м. Овруч, з 25 серпня 1919 року — повітовий військовий комендант УНР у м. Липовець. Влітку 1920 року — начальник штабу 2-ї Кулеметної бригади 2-ї Кулеметної дивізії Армії УНР. З 10 листопада 1920 року — штаб-старшина для доручень начальника Окремого корпусу кордонної охорони УНР. Доля після 1921 року невідома.